# Métoumou
Métoumou is een gemeente (commune) in de regio Mopti in Mali. De gemeente telt 14.000 inwoners (2009).